# Furikake
Furikake (振り掛け eller ふりかけ) er forskellige japanske krydderiblandinger til ris. De består som regel af tørrede og revne fisk, hvid sesam, sojasovs, tang, sukker, køkkensalt og mononatriumglutamat. De kan desuden indeholde andre ingredienser som katsuobushi (kaldes af og til bonito på indpakninger), laks, perilla, æg, grøntsager osv. Furikake er ofte fnuggig og lyst farvet. Udenfor Japan sælges furikake for det meste der, hvor man også finder katsuobushi.